# Андрена жовтонога
Андрена жовтонога (Andrena flavipes) — палеарктичний вид земляної бджоли.

## Особливості
Бджоли мають довжину від десяти до чотирнадцяти міліметрів і схожі на медоносну бджолу, але з більш помітними волосяними смужками на кінцях тергітів. Волосся переважно світло-коричневого кольору. Проте з віком майже все волосся може знебарвлюватися, за винятком більш помаранчевого кольору шерсті.

## Поширення
Тварини зустрічаються майже по всій Європі, в Північній Африці, Західній Азії. Вони живуть у відкритих середовищах існування з піщаними або глинистими місцями, наприклад, на узліссях, луках, піщано-гравійних кар'єрах і піщаних пустищах. Щоб побудувати гніздо, самицям потрібні невеликі або голі ділянки землі. Бджоли є бівольтинними, тобто вони літають у двох поколіннях на рік. Перше покоління літає з середини березня (самці) або початку квітня (самиці) до кінця травня, друге — з кінця липня до вересня.

## Спосіб життя
Вони живляться полілектично нектаром і пилком ряду різних рослин, передусім з родини зонтичних (Apiaceae), айстрових (Asteraceae), хрестоцвітих (Brassicaceae), лютикових (Ranunculaceae), родини трояндових (Rosaceae) і вербових (Salicaceae).
Самиці риють гнізда в землі, з двома-трьома виводковими комірками глибиною приблизно 16–23 сантиметри в одному гнізді. Вони часто гніздяться колоніями (так званими скупченнями), де кілька сотень бджіл можуть будувати свої гнізда поруч. Отвори гнізд залишаються відкритими вдень і закриваються вночі та під час дощу. Бджоли приносять пилок у кожну розплідну камеру, куди потім самиця відкладає яйце. На личинках бджіл паразитує бджолина оса Nomada fucata.